# لای یاون
لای یاون (انگلیسی: Lai Yawen؛ زادهٔ ۹ سپتامبر ۱۹۷۰) ورزشکار والیبال ساحلی اهل چین است.
وی در مسابقات کشوری و بین‌المللی در مجموع برندهٔ ۴ مدال نقره، ۲ مدال برنز شده‌است.